# 真田町立大日向小学校
小県郡真田町立大日向小学校（ちいさがたぐんさなだちょうりつおびなたしょうがっこう）は長野県上田市の旧・真田町地区の神川上流一帯、長地区のうち大日向地籍を校区としていた小学校。1959年に現在の上田市立長小学校から独立して開校したが児童減から1969年をもって廃校された。

## 概要・歴史
小県郡長村の小学校は1947年に学制改革の実施により村立長小学校と改称し同時に併設で長中学校が開校しているがこの時点で長小学校には大日向（小学校のみ）・菅平（小中学校併設）の2つの分校が設置されていた。大日向分校は1886年に「小学校令」により小県郡長村を校区とする「真田学校」が「横尾学校」を合併した際分教場として設置されたのが起源で当時は菅平も分教場の校区であったが菅平は冬季の通学に支障をきたすとの事情から村立長尋常高等小学校時代の1899年に独立し菅平分教場を設置している。このため大日向地区のみに限定された。
1955年に併設していた長中学校が傍陽中学校・本原中学校と統合して組合立真田中学校（現：上田市立真田中学校）として開校したあたりから長村内の小中学校の分校を独立させようとの機運が高まった。そのため1958年・1959年に独立させる事となった。まず菅平の分校（長小学校・真田中学校菅平分校）が村立→小県郡真田町立菅平小中学校（現：上田市立菅平小中学校）として独立。そして長小学校大日向分校が1959年に独立し小県郡真田町立大日向小学校として開校したのである。
1959年に分校から独立して開校したのは、分校にしては規模が大きすぎると教育視察団から指摘されていたためだというが校区が大日向・横沢の山間地籍しかないため独立後児童数が著しく減少。1968年には翌年度の入学児童がわずか7人と独立を維持するには困難な状況に陥った。そのため1969年をもって長小学校に統合、分校格下げではなく廃校という決断に至った。独立校としてはわずか10年の歴史に幕を閉じた。

## 略年表
- 1886年 - 小県郡長村大日向区に「真田学校」の大日向分教場が設置される。
- 1889年 - 「真田学校」大日向分教場、小県郡長村立真田尋常小学校大日向分教場と改称。
- 1895年 - 村立長尋常高等小学校大日向分教場と改称。
- 1899年 - 分校通学区域が大日向・横沢区から大日向区南部・横沢区に縮小。
- 1941年 - 村立長国民学校大日向分校と改称。
- 1947年 - 村立長小学校大日向分校と改称。
- 1958年 - 小県郡真田町立長小学校大日向分校と改称。
- 1959年 - 長小学校から独立。小県郡真田町立大日向小学校として開校。（※　小県郡真田町では5番目の小学校）
- 1969年 - 児童数の減少により小県郡真田町立長小学校に統合されて廃校。児童はこの年以降分校時代の本校に通学する。独立校としては10年、分教場として開校してから83年の歴史に終止符。

## 学校が所在していた場所
（※　1969年現在の住所）
〒386-22　長野県小県郡真田町大字長大日向